# Паровий млин Сніжка
Паровий млин Сніжка — колишнє борошномельне підприємство та лісопильне виробництво, що існувало в Києві з 1876 року.  

## Історія підприємства
Млин виник 1876 року на садибі на Набережно-Хрещатицькій вулиця, 31, нині Турівська, 31. Власниками підприємства були Єлизавета Рогоцова та Ілля Сніжко. 
Згідно довідника «Фабрично-заводская промышленность россии. Перечень фабрик и заводов» (1897), «Роговцова, Елиз. Андр. и Снѣжко, Илъя Андр., Т. Домъ 
подъ фирмою: «Роговцовъ и Снѣжко», г. Кіевъ, Набережно-Крещатицк., 21.». Підприємство діяло 230 днів на рік, стояла парова машина на 95 сил, стояло 2 парвоі котли. Працював 51 робітник. Млин перемелював житнє борошно, лісопильня - дошки, балки, рейки, бруси, колоди, дрова. Борошна перемелювалося на 187 354 карбованці. 
За даними довідника «Список фабрик и заводов российской империи» (1912), млин мав такі дані: «Снѣжко, I. А. и К°., п. ф. «Роговцовъ и Снѣжко», Т-во  на вѣрѣ. Пар. лѣсоп. зав. и муком. мельн. г. Кіевъ, Набережно-Крещатинск. ул., д. № 31. Кіевъ, Подолъ, Лѣсопильня, Снѣжко. Мука рж. и доски хвойн. Год. произв. 103,096 р. Двиг. пар. съ ч, с. 70. Чис. раб. 65.»
За даними довідника «Весь Юго-Западный край» (1913), млином завідував син власника, Андрій Ілліч Сніжко, млин переробляв 300 000 пудів жита. За даними довідника «Календарь. Адресная и справочная книга г. Киева на 1916 год», завідував млином Георгій Олександрович Сніжко, у рік млин переробляв 310 000 пудів жита, працювало (на лісопильні та млині) 70 робітників. 
У довіднику 1925 року млин не згадано серед діючих на той час млинів міста. Споруди колишнього млина та лісопильні не збереглися. На цьому місці нині житлові будинки.